# Twilight (soundtrack)
Twilight: Original Motion Picture Soundtrack is de originele soundtrack van de film Twilight uit 2008. Het album werd op 4 november 2008 uitgebracht.
Het album bevat voornamelijk poprock en alternatieve rock die in de film is gebruikt en werd geproduceerd door Alexandre Patsevas en Paul Katz. Daarnaast bevat het album een track van de originele filmmuziek van Carter Burwell. Het album werd door Chop Shop Records uitgebracht in samenwerking met Atlantic Records. De eerste week na release verkocht het album al ruim 165.000 exemplaren waarvan 29% digital downloads. Het album bereikte onder meer de eerste plaats in de Amerikaanse Billboard 200. Ook werd de soundtrackalbum in 2010 genomineerd voor een Grammy Award (beste verzamelalbum voor film en televisie) en ook het nummer "Decode" werd genomineerd voor een Grammy Award (best song voor film en televisie). "Decode" en "Go All the Way (Into the Twilight)" werden ook officieel uitgebracht op single. De soundtrackalbum ontving drie sterren op de AllMusic Rating. en haalde in de Verenigde Staten tweemaal de status planina.

## Nummers
| Nr. | Titel                              | Artiest(en)      | Duur |
| --- | ---------------------------------- | ---------------- | ---- |
| 1   | Supermassive Black Hole            | Muse             | 3:31 |
| 2   | Decode                             | Paramore         | 4:21 |
| 3   | Full Moon                          | The Black Ghosts | 3:50 |
| 4   | Leave Out All the Rest             | Linkin Park      | 3:19 |
| 5   | Spotlight (Twilight Mix)           | Mute Math        | 3:20 |
| 6   | Go All the Way (Into the Twilight) | Perry Farrell    | 3:27 |
| 7   | Tremble for My Beloved             | Collective Soul  | 3:53 |
| 8   | I Caught Myself                    | Paramore         | 3:55 |
| 9   | Eyes on Fire                       | Blue Foundation  | 5:01 |
| 10  | Never Think                        | Robert Pattinson | 4:29 |
| 11  | Flightless Bird, American Mount    | Iron & Wine      | 4:02 |
| 12  | Bella's Lullaby                    | Carter Burwell   | 2:20 |

## Hitnoteringen
Overzicht van het album in diverse hitlijsen.
| Land                | Hoogste positie |
| ------------------- | --------------- |
| Argentinië          | 5               |
| Australië           | 2               |
| België (Vl.)        | 37              |
| België (Wa.)        | 23              |
| Canada              | 4               |
| Duitsland           | 4               |
| Finland             | 14              |
| Frankrijk           | 4               |
| Griekenland         | 41              |
| Italië              | 3               |
| Mexico              | 5               |
| Nieuw-Zeeland       | 1               |
| Oostenrijk          | 2               |
| Spanje              | 17              |
| Verenigd Koninkrijk | 9               |
| Verenigde Staten    | 1               |
| Zwitserland         | 8               |

## Twilight (The Score)
'Twilight: The Score is de originele soundtrack die bestaat uit de volledige filmmuziek van de film Twilight uit 2008. Het album werd gecomponeerd door Carter Burwell en werd op 9 december 2008 uitgebracht door Atlantic Records in samenwerking met Chop Shop Records. Het album is de tweede soundtrackalbum met de muziek van de gelijknamige film.
Burwell orkestreerde en dirigeerde ook de filmmuziek. De opnames vonden plaats in september 2008 in de AIR Lyndhurst Hall in Londen. De vocaliste was Lizzie Pattinson. Muziekproducent Kenny Woods was ook als producer medeverantwoordelijk voor de filmmuziek. Het nummer "Bella's Lullaby" dat ook al op eerste soundtrack editie staat is ook op deze editie meegenomen. Van het album Twilight: The Score zijn in de Verenigde Staten de eerste zes maanden 218.000 exemplaren verkocht.

### Nummers
| Nr. | Titel                               | Duur |
| --- | ----------------------------------- | ---- |
| 1   | How I Would Die                     | 1:53 |
| 2   | Who Are They?                       | 3:26 |
| 3   | Treaty                              | 1:58 |
| 4   | Phascination Phase                  | 2:02 |
| 5   | Humans Are Predators Too            | 2:04 |
| 6   | I Dreamt of Edward                  | 1:06 |
| 7   | I Know What You Are                 | 2:37 |
| 8   | The Most Dangerous Predator         | 2:22 |
| 9   | The Skin of a Killer                | 2:58 |
| 10  | The Lion Fell in Love with the Lamb | 3:10 |
| 11  | Complications                       | 1:11 |
| 12  | Dinner with His Family              | 0:38 |
| 13  | I Would Be the Meal                 | 1:24 |
| 14  | Bella's Lullaby                     | 2:18 |
| 15  | Nomands                             | 3:51 |
| 16  | Stuck Here Like Mom                 | 1:40 |
| 17  | Bella Is Part of the Family         | 1:24 |
| 18  | Tracking                            | 2:19 |
| 19  | In Place of Someone You Love        | 1:45 |
| 20  | Showdown in the Ballet Studio       | 4:50 |
| 21  | Edward at Her Bed                   | 1:05 |

### Hitnoteringen
| Land             | Hoogste positie |
| ---------------- | --------------- |
| Australië        | 52              |
| Verenigde Staten | 65              |